# Pielgrzym (film)
Pielgrzym, (ang. The Pilgrim) – niemy film w reżyserii Charliego Chaplina. Opowieść o zbiegłym więźniu, którą to rolę gra sam Chaplin. W filmie ukazano słynną scenę chodzenia „okrakiem” na granicy meksykańsko-amerykańskiej, kiedy to był raz w Meksyku, a raz w USA.

## Obsada
- Charlie Chaplin
- Edna Purviance
- Sydney Chaplin
- Mack Swain
- Kitty Bradbury
- Marion Davies
- Phyllis Allen